# Чемпионат Гонконга по футболу
Премьер-лига Гонконга по футболу (англ. Hong Kong Premier League; кит. трад. 香港超級聯賽) — высшая профессиональная футбольная лига в Гонконге. Чемпионат разыгрывается с 1908 года, в настоящий момент в соревновании участвуют 10 команд. Дивизион традиционно не входит в систему футбольных лиг КНР, из-за того, что Гонконг до 1997 года был под британским управлением и является отдельным членом ФИФА. До 2014 года назывался Первый дивизион Гонконга.

## История создания Премьер-лиги
7 февраля 2013 года Футбольная ассоциация Гонконга заявила о переходе высшего футбольного дивизиона Гонконга в полностью профессиональный статус начиная с осени 2014 года под названием Премьер лига. В результате сезон 2013/14 стал последним сезоном Первого дивизиона как высшего футбольного соревнования в Гонконге.
Клубы, входившие в высший дивизион, изначально негативно восприняли новость о значительном повышении расходов в связи с изменением своего статуса на профессиональный, и считали что разница в уровне соревнований со старым Первым дивизионом будет невелика. Пять клубов — «Ситизен», «Саутерн», «Саньхэй», «Хэппи-Вэлли» и «Тхюньмунь» — в конечном итоге отказались вступать в новую лигу, что поставило план футбольной ассоциации начать сезон минимум с восемью командами под угрозу. В итоге, благодаря государственной поддержке и финансированию, две команды из Второго дивизиона сумели пройти лицензирование и были допущены к участию в первом сезоне Премьер-лиги, количество участников которого было равно девяти.

## Формат и регламент соревнования
- Чемпионат проходит по системе осень-весна в два круга.
- У большинства клубов нет домашнего стадиона, но хозяева поля являются таковыми не только номинально — они получают все доходы от продажи билетов.
- Команда, занявшая последнее место, вылетает в первый дивизион.
- На каждый сезон Футбольная ассоциация Гонконга устанавливает ограничения на число иностранцев (включая граждан КНР), в сезоне 2018/19 команды имели право включать в заявку не более 6 таких футболистов (включая минимум одного игрока из Азии), на поле их количество не должно было превышать четырёх.

## Чемпионы
Футбольная ассоциация Гонконга официально признаёт результаты чемпионатов только с сезона 1945/46.
| Клуб                    | Количество побед в чемпионате | Победные сезоны |
| ----------------------- | ----------------------------- | --- |
| Саут Чайна              | 41                            | 1923/24, 1930/31, 1932/33, 1934/35, 1935/36, 1937/38, 1938/39, 1939/40, 1940/41, 1948/49, 1950/51, 1951/52, 1952/53, 1954/55, 1956/57, 1957/58, 1958/59, 1959/60, 1960/61, 1961/62, 1965/66, 1967/68, 1968/69, 1971/72, 1973/74, 1975/76, 1976/77, 1977/78, 1985/86, 1986/87, 1987/88, 1989/90, 1990/91, 1991/92, 1996/97, 1999/2000, 2006/07, 2007/08, 2008/09, 2009/10, 2012/13 |
| Сейко                   | 9                             | 1972/73, 1974/75, 1978/79, 1979/80, 1980/81, 1981/82, 1982/83, 1983/84, 1984/85 |
| Китчи                   | 9                             | 1947/48, 1949/50, 1963/64, 2010/11, 2011/12, 2013/14, 2014/15, 2016/17, 2017/18 |
| Хэппи-Вэлли             | 6                             | 1964/65, 1988/89, 1998/99, 2000/01, 2002/03, 2005/06 |
| Роял Гаррисон Артиллери | 5                             | 1909/10, 1912/13, 1914/15, 1915/16, 1917/18 |
| Истерн                  | 5                             | 1955/56, 1992/93, 1993/94, 1994/95, 2015/16 |
| Чайнис                  | 3                             | 1927/28, 1928/29, 1929/30 |
| Саньхэй                 | 3                             | 2001/02, 2003/04, 2004/05 |
| Баффс                   | 2                             | 1908/09, 1910/11 |
| Кингс Оун Рифайлс       | 2                             | 1911/12, 1922/23 |
| Саут Уэлш Бордерерс     | 2                             | 1931/32, 1933/34 |
| Коулун Мотор Бас        | 2                             | 1953/54, 1966/67 |
| Дабл Флауэр             | 2                             | 1995/96, 1997/98 |
| Лайт Инфэнтри           | 1                             | 1913/14 |
| Роял Инджинирс          | 1                             | 1916/17 |
| Роял Нэви               | 1                             | 1918/19 |
| Гонконг                 | 1                             | 1919/20 |
| Уилтшир Реджимент       | 1                             | 1920/21 |
| ХМС Карью               | 1                             | 1921/22 |
| Ист Суррей Реджимент    | 1                             | 1924/25 |
| Коулун                  | 1                             | 1925/26 |
| Ресерио                 | 1                             | 1926/27 |
| Ольстер Роял Гардс      | 1                             | 1936/37 |
| Роял Эйр Форс           | 1                             | 1945/46 |
| Синтоу                  | 1                             | 1946/47 |
| Юньлон                  | 1                             | 1962/63 |
| Джардинс                | 1                             | 1969/70 |
| Гонконг Рейнджерс       | 1                             | 1970/71 |
| Тайпоу                  | 1                             | 2018/19 |